# هنر قبیله‌ای

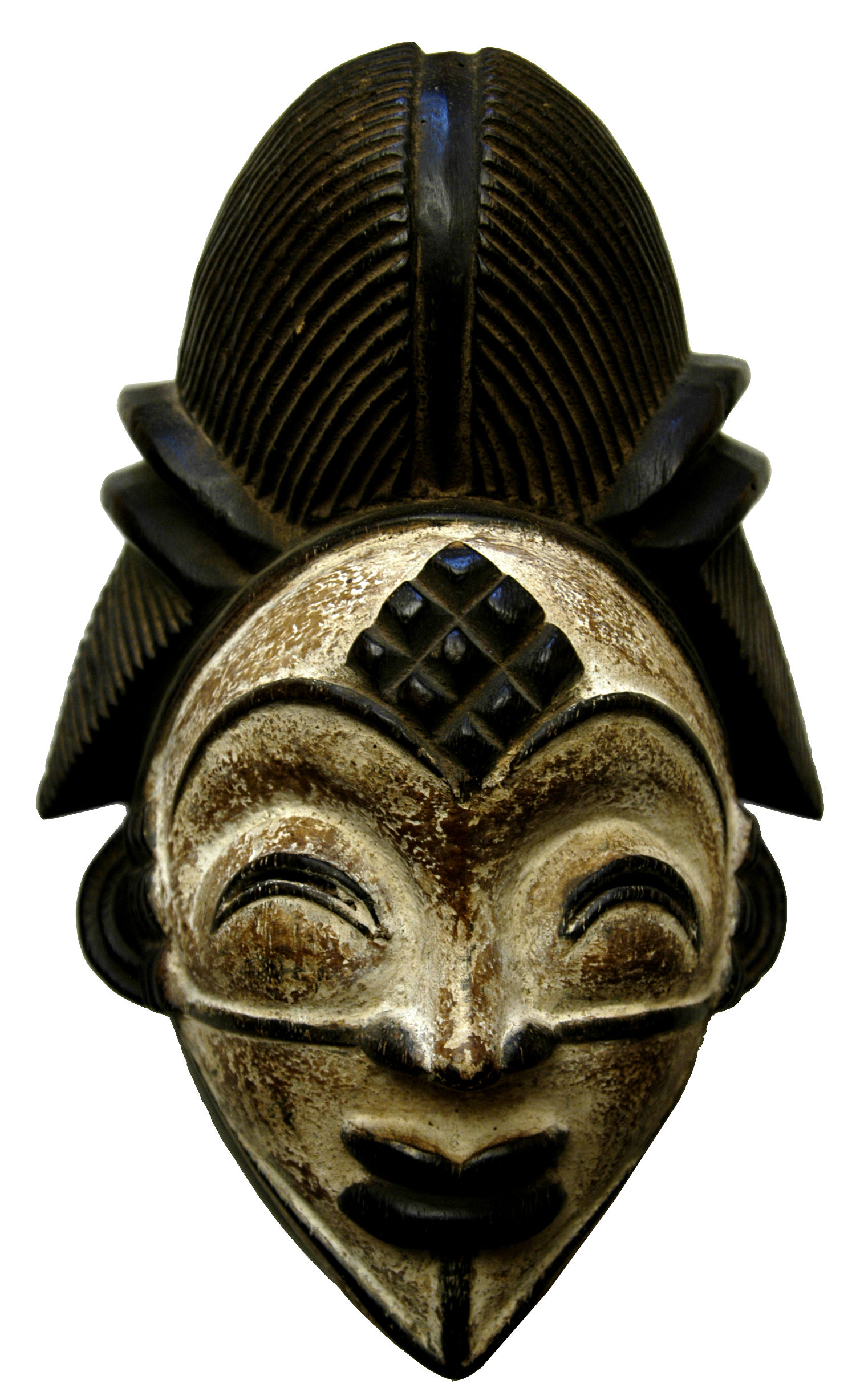
یک ماسک از قبیله پونو، گابون، غرب آفریقا

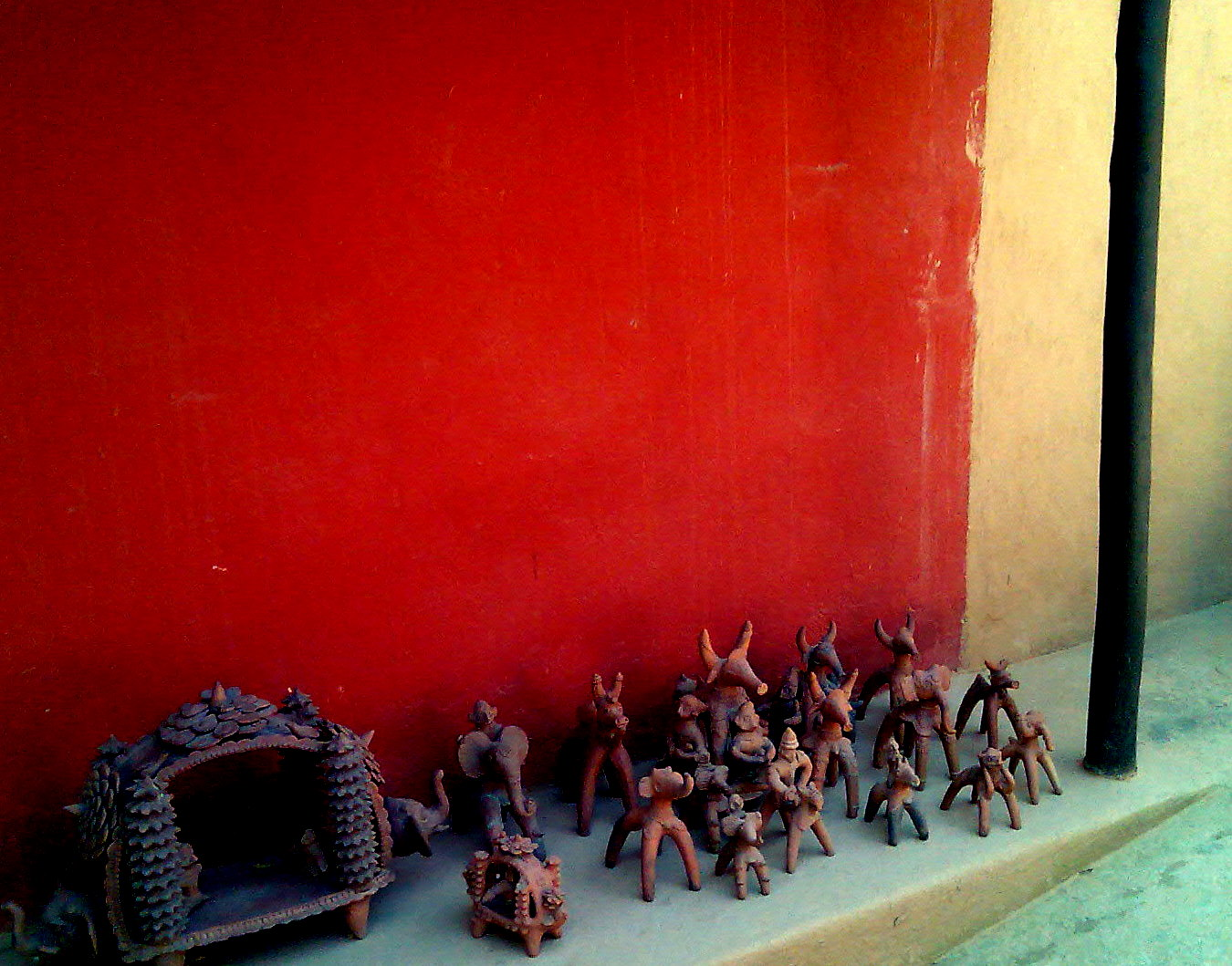
آثار هنری در موزه قرمز تراکوتا، دهلی نو، هندوستان.

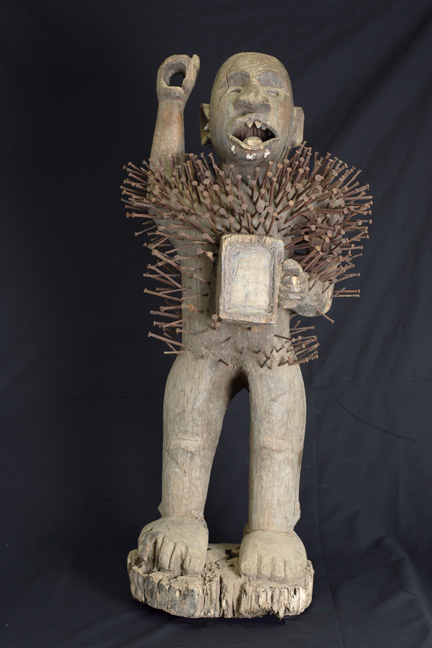
نکیسی کنگویی، یک زن قدرتمند با ناخن مجموعه BNK، هنر قبیله‌ای سلطنتی

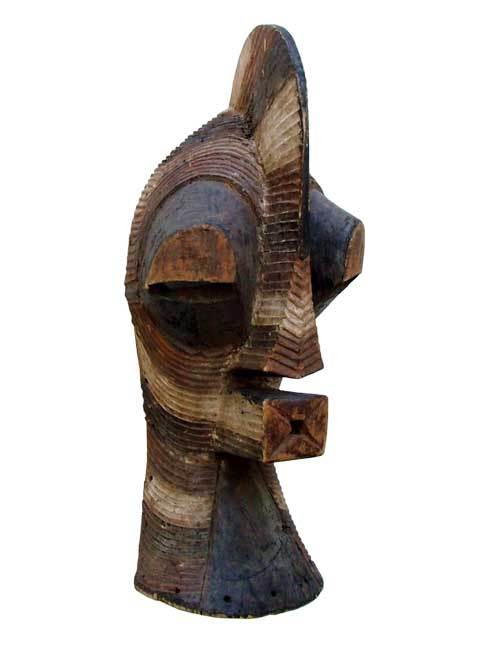
ماسک یک مرد کیفوبه (Kifwebe سطل). قبیله سونیه. کنگو. آفریقای مرکزی

هنر قبیله‌ای (انگلیسی: Tribal art) هنرهای تجسمی و از عناصر فرهنگی مردم بومی است. همچنین از آن با عناوین هنر قوم‌نگاری (انگلیسی: ethnographic art) یا عبارت بحث‌برانگیز هنر بدوی (انگلیسی: primitive art) نیز یاد می‌شود در طول تاریخ هنر قبیله‌ای توسط انسان‌شناسان غربی یا مجموعه‌داران خصوصی و موزه‌ها به خصوص موزه‌های مردم‌شناسی و تاریخ طبیعی جمع‌آوری شده‌است. اصطلاح «بدوی» یا «اولیه» (انگلیسی: primitive)به سبب حالت تحقیرآمیز و اروپامحور آن مورد انتقاد است.

## شرح
هنر قبیله‌ای اغلب نوعی تشریفات یا مناسک مذهبی طبیعی است. به‌طور معمول، منشأ هنر قبیله‌ای مناطق روستایی بوده و به موضوع و صنعتگری مصنوعات در فرهنگ قبیله‌ای اشاره دارد.
در مجموعه‌های موزه‌ای، هنر قبیله‌ای در سه دسته اصلی قرار می‌گیرند:
- هنر آفریقایی به خصوص هنر کشورهای جنوب صحرای آفریقا
- هنرهای تجسمی بومیان آمریکای شمالی[۵]
- هنر اقیانوس آرام نشات گرفته به ویژه از استرالیا، آسیا، اقیانوسیه، نیوزیلند و پلی‌نزی.

## تأثیر بر مدرنیسم
نمایشگاه‌های بزرگ هنر قبیله‌ای در اواخر قرن ۱۹ تا اواسط قرن ۲۰ جهان هنر غرب را با هنر غیرغربی آشنا کرد. نمایشگاه‌های بزرگی ازجمله هنر آفریقای سیاه در سال ۱۹۳۵ و هنر سرخپوستان آمریکا در سال ۱۹۴۱ در موزه هنر مدرن را می‌توان برشمرد. ارائه و قرارگرفتن در معرض هنر قبیله‌ای الهام‌بخش بسیاری از هنرمندان مدرن به ویژه اکسپرسیونیست‌ها، کوبیست‌ها و سورئالیست‌ها به خصوص ماکس ارنست سورئالیست شد. نقاش کوبیست پابلو پیکاسو اظهار داشت که «هرگز کسی از مجسمه‌سازی بدوی پیشی نگرفته‌است.»